# Orchymontia dilatata
Orchymontia dilatata är en skalbaggsart som beskrevs av Ron Garth Ordish 1984. Orchymontia dilatata ingår i släktet Orchymontia och familjen vattenbrynsbaggar. Inga underarter finns listade i Catalogue of Life.